# Berta Zúñiga
Pour les articles homonymes, voir Zúñiga.
Berta Zúñiga Cáceres, née le 24 septembre 1990, est une militante sociale hondurienne, exerçant depuis mai 2017 la fonction de coordinatrice générale du Conseil civique des organisations indigènes populaires (COPINH). Elle est la fille de la militante écologiste Berta Cáceres, assassinée en 2016.

## Biographie
Berta Zúñiga est la fille de Berta Cáceres et de Salvador Zúñiga, militants écologistes parmi les principaux fondateurs du COPINH en 1993. Le COPINH, dédié à la défense des droits du peuple indigène lenca et à la défense de l'environnement, subit depuis sa création d'importantes persécutions, l'enfance de Berta Zúñiga étant marqué par les menaces de mort adressées à sa famille,, un climat de danger et des événements violents comme les agressions physiques dont sa mère fut victime ou l'emprisonnement de son père.
Comme ses sœurs et son frère, Berta Zúñiga est formée au sein d'écoles appliquant les principes de l'éducation populaire. Elle y reçoit une formation anticapitaliste et en opposition au patriarcat, intégrant très jeune les luttes politiques. Elle participe régulièrement, avec sa mère, ses sœurs et son frère, aux activités du COPINH lors d'actions menées auprès des communautés autochtones.

### Réaction à l'assassinat de sa mère
À partir du coup d'État de 2009 au Honduras, la répression à l'égard du COPINH et d'autres organisations sociales s'intensifie. Berta Cáceres, une des principales cheffes de file issue de la communauté lenca, fait l'objet de persécutions et de menaces, en particulier pour son engagement dans la lutte contre les conséquences environnementales et sociales du projet hydroélectrique Agua Zarca,. Le 2 mars 2016, Berta Cáceres est assassinée.
Berta Zúñiga est au cœur des demandes d'investigation sur l'assassinat de sa mère, réclamant autant à l'échelle nationale et internationale une enquête approfondie sur l'origine du crime. Elle est également à l'origine d'une campagne de soutien à un projet de loi aux États-Unis qui prévoit la suspension du soutien économique à destination du Honduras jusqu'à ce que ce dernier démontre avoir pris des mesures contre les meurtres de militants pour les droits humains. Elle défend également le conditionnement des aides économiques apportées par l'Union européenne au Honduras au respect des droits humains dans le pays.

### Coordinatrice générale du COPINH
En mai 2017, Berta Zúñiga est nommée coordinatrice générale du COPINH, poste précédemment occupé par sa mère avant son assassinat. Elle poursuit la lutte sociale et environnementale, en dénonçant notamment la mise en place de méga-projets menaçant les droits sociaux, culturels et environnementaux de la communauté lenca. Quelques semaines après avoir pris ses fonctions à la tête du COPINH, elle est visée par un attentat en même temps que d'autres membres de l'organisation, perpétré par des assaillants armés cherchant à détourner le véhicule dans lequel elle se trouvait, en compagnie avec d'autres activistes. elle parvient à survivre à l'attaque. 